# Synagoga w Ulanowie
Synagoga w Ulanowie – synagoga wybudowana w XIX wieku w stylu romańskim. Jesienią 1941 została spalona przez hitlerowców.
Została zbudowana według zasad religijnych judaizmu. Posiadała wysoką salę modlitw, przeznaczoną tylko dla mężczyzn oraz dwóch babińców, przeznaczonych dla kobiet. Kobiety mogły uczestniczyć w nabożeństwie, patrząc przez otwory w ścianach. Na ścianie sali modlitewnej umieszczony był Aron Hakodesz, czyli szafa do przechowywania rodałów - ksiąg liturgicznych.
Obecnie na miejscu synagogi stoi gmach Liceum Ogólnokształcącego.